# Chojin Barom 1
Chojin Barom 1 est une adaptation live de 1972 du manga Barom one de Takao Saito. Le drama a été produit par la Toei et diffusé tous les samedis entre 19h30 et 20h sur Yomiuri TV entre le 2 avril et 26 novembre 1972.
On reprend le concept de la transformation du manga, puis le méchant et on met le tout dans un concept traditionnel de Sentai ou plutôt de Henshin Hero avec des combats contres des sbires, puis enfin les boss de Gomon, une ombre géante. L'histoire et le design original de l'animé ont totalement changé.
Contrairement à l'animé Barom one (2000), Barom peut parler. 

## Histoire
Il y a longtemps, le combat entre une force la justice, Kopuu et celle du mal connue Dolge, a commencé dans l'univers. On remarquera que dans la série Barom one (2000), Kopuu est le bien et Gomon le mal.
Après de longues année, Dolge arrive sur Terre qui veut contrôler en employant ces Doruge Kaijin (mutants de Doruge) et ces soldats Antmen. 
Mais, Kopuu doit trouver deux jeunes terriens avec assez de puissance et contenant au moins 200 Baroms. Il les trouve en ces jeunes enfants : Kentaro Shiratori, qui excelle dans la vie scolaire, et Takeshi Kido, qui est très sportif. Ensemble, ils formeront Barom 1 et combattront les Doruge Kaijin de Kopuu.
Pour les aider dans leur mission, Kopuu leur fournit le Barom-Bopp, un petit dispositif qui alerte les jeunes toutes les fois que les forces de Kopuu sont sur le point d'agir. Le dispositif qui peut se transformer en véhicule personnel de Barom 1, Mach Road  pour poursuivre le Doruge Kaijin.

## Acteurs
- Hiroyuki takano
- Kiyoshi Kobayashi
- Hideo Murota

## Musique
- Chanteur générique : Ichiro Mizuki

## Sources
- http://www.japanhero.com
- http://www.superheroeslives.com